# Râul Purcari
Râul Purcari este un curs de apă, afluent din zona colinară din bazinul râului Gilort. Este un pârâu cu un izvor sărac care pe timp de secetă seacă.